# 十四世 細辻伊兵衛

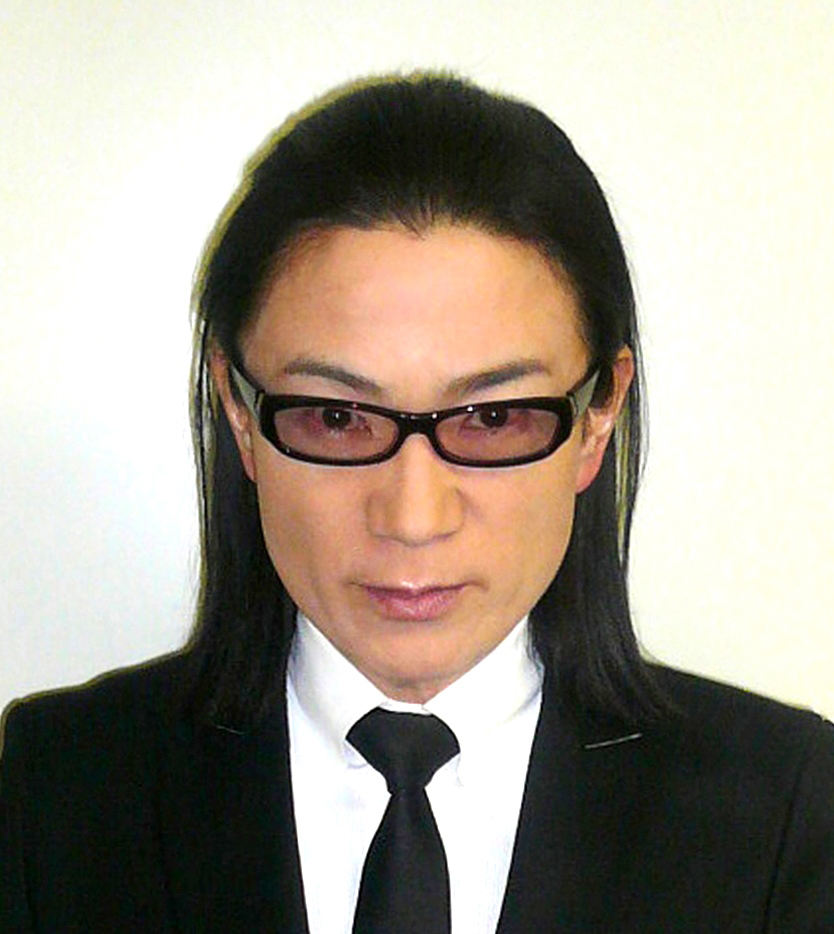
京都の老舗綿布商 永楽屋の十四代目当主

十四世 細辻伊兵衛（じゅうよんせい ほそつじいへえ、昭和39年（1964年）8月31日 - ）は、日本最古の綿布商『永楽屋』十四代目当主、テヌグラファー、一般財団法人細辻伊兵衛美術館館長、一般社団法人日本バレエ・リュス&バレエ・スエドワ協会代表理事、四条繁栄会商店街振興組合 理事、京都名店会 理事、智恵光院檀家総代、袋中庵檀家総代、京都観光おもてなし大使、京都伝統産業青年会直前会長、。「衛」は、戸籍上は中央下の「ヰ」が「巾」。高校時代は卓球でインターハイに出場。

## 来歴* 人物
滋賀県彦根市出身。滋賀県立彦根工業高等学校では卓球部に所属しインターハイ＆全日本ジュニア選手権に出場。トヨタ自動車に就職し卓球部に所属。
- 1985年（昭和60年）-「Yin & Yang」ブランドプレステージショップの店長を経て独立
- 1992年（平成4年）- 株式会社 永楽屋入社。
- 1994年（平成6年）- 代表取締役就任。
- 2000年（平成12年）- 十四世細辻伊兵衛襲名。永楽屋初となる店舗展開をスタート。
- 2002年（平成14年）- 京の老舗型SPAを確立
- 2015年（平成27年）- 青山スパイラルホールを皮切りに永樂屋創業400年を機に個展『14世 細辻伊兵衛てぬぐいアート展』を開催。
- 2018年（平成30年）- 京都伝統産業青年会 会長に就任。
- 2022年（令和4年）- 一般財団法人細辻伊兵衛美術館 館長に就任。
- 2024年（令和6年）- 一般社団法人 日本バレエ•リュス＆バレエ•スエドワ協会 初代代表理事に就任。

## 十四世襲名後
1992年に、永楽屋当主12世細辻伊兵衛の長女と結婚し婿養子として細辻家へ。その頃の永楽屋は債務超過で、柱となる事業が無かった中、明治から昭和初期にかけて社内で1年間に100柄製作してた手ぬぐい事業部「百いろ会（ももいろかい）」の手ぬぐいの束を見てその時代を超越した作品に心打たれ復刻を決意。オリジナルの生地の開発や染色技術の研究などを行い、高品質で安定したモノづくりを構築。2000年に永楽屋初となる小売店舗を出店以降最大20店舗を出店。現在は京都のみ6店舗を展開（2024年1月現在）

## 個展「14世* 細辻伊兵衛てぬぐいアート展」の開催
永楽屋創業400年を機に、多くの人へ手ぬぐいの魅力を発信する個展をスタート
- 2015年（平成27年）6月25日～6月28日-東京青山スパイラル

「春秋」* 「煩悩だるま」* 「昇龍」* 「長刀鉾」などの12ｍ以上に及ぶ1枚の絵となる長尺手ぬぐいなどを展示。
- 2015年（平成27年）7月1日～7月7日-京都髙島屋1Fゆとりうむ
- 2016年（平成28年）2月2日～2月15日-福岡天神イムズB2Fイムズプラザ
- 2016年（平成28年）7月1日～7月12日-京都髙島屋1Fゆとりうむ

「甍（いらか）」と題した京町家の屋根瓦を再現した手ぬぐいを並べて配置した中を「長刀鉾」が行き交う姿を再現
- 2017年（平成29年）3月24日～4月17日-福岡天神イムズB2Fイムズプラザ

「あっぱれ滝桜」と題した最長28.5ｍの2種の桜柄ガーゼ手ぬぐいを計72本、総メーター数約1,300ｍに及ぶ作品を館内の吹き抜けに展示。
- 2017年（平成29年）7月1日～7月11日-京都髙島屋1Fゆとりうむ

「寿～把～屏～風～（ス～パ～ビョ～ブ～）」と題し、祇園祭関連の手ぬぐいを使用した金屏風に、それぞれ永楽通宝を模した車輪や祇園祭に関する金工を施した作品6点を展示。
- 2018年（平成30年）7月1日～7月10日-京都髙島屋1Fゆとりうむ

2018年版「寿～把～屏～風～（ス～パ～ビョ～ブ～）」を展示。メインウィンドーには昭和初期柄の京都の1年間の行事を描いた手ぬぐいで制作の「年中行事屏風」を展示。
- 2019年（令和元年）7月1日～7月9日-京都髙島屋1Fゆとりうむ

6枚の手ぬぐいサイズのキャンバスに描いた祇園祭の風景をもとにレイアウトした手ぬぐい「絢爛屏風『祇園祭山鉾図』」を発表。
- 2020年（令和2年）7月1日〜7月9日-京都髙島屋1Fゆとりうむ

具体美術協会のラストメンバー森内敬子による、長刀鉾を描いた作品をもとに制作した手ぬぐい「長刀鉾* 赤」「長刀鉾* 金銀」を発表。
- 2020年（令和2年）12月4日〜12月13日-ほそつじいへえTEAHOUSE supported by MLESNA

『永楽屋 14世* 細辻伊兵衛×森内敬子「縷 Lu -如来に捧げた善の糸-」』と題し、森内敬子による作品「縷Lu」及び「縷Lu」を忠実に染色で表現した手ぬぐいなどを合同展示。